# Donegal
Donegal (prononcé en anglais : /ˌdʌniˈɡɔːl/ ou /ˌdɒniˈɡɔːl/ ; en irlandais : Dún na nGall, prononcé : /ˈd̪ˠuːnˠ n̪ˠə ˈŋal̪ˠ/, litt. « fort des étrangers ») est une ville irlandaise du comté de Donegal, dans la province d'Ulster. Donegal n'est pas le chef-lieu du comté de Donegal, comté éponyme. Le chef-lieu du comté est Lifford, et Letterkenny en est la plus grande ville. La ville de Donegal est située à l'embouchure de la baie de Donegal et est au pied des Bluestack Mountains. La ville est desservie par les routes N15 et N56. Ce toponyme d'origine irlandais signifie « fort des étrangers » en référence aux établissements vikings.

## Histoire

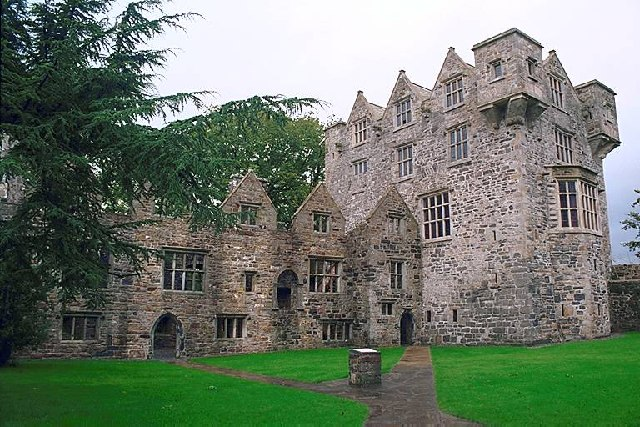
Le château de Donegal

Les premières traces de population datant de la préhistoire ont été découvertes dans les alentours de la ville, principalement des fortifications. Les archives font état d'une ancienne forteresse danoise détruite par Muirchertach MacLochlainn, grand roi d'Irlande, ard rí Érenn,  en 1159. Cette colonie viking est probablement à l'origine du nom de la ville.
Donegal est célèbre pour être la ville d'origine du clan O'Donnell, qui joua un rôle clé dans l'histoire de l'Irlande. Du XVe au XVIIe siècle, ils étaient les principaux opposants de la colonisation de l'Irlande au royaume d'Angleterre. La ville possède également un château ainsi que les restes d'une abbaye franciscaine du XVe siècle. L'écriture de la chronique médiévale les Annales des quatre maîtres aurait commencé dans cette abbaye au XVIIe siècle. Les aventures de Hugh Roe O'Donnell, seigneur de Tyrconnel, ont inspiré de nombreux livres et films, tels que Le Prince Donegal, de Robert Reilly, adapté en 1966 par les studios Disney.
Après la fuite des comtes en 1607, le château et les terres furent donnés au capitaine anglais Basil Brooke, comme une partie des Plantations d'Ulster. Brooke réalisa de grands travaux de reconstruction et ajouta une aile au château dans un style jacobien. L'actuel plan de la ville inclut un square municipal ou Diamond. Du XVIIe au XXe siècle, Donegal faisait partie du grand domaine de la famille Gore (comte d'Aran depuis 1762). C'est sous leur domination que la ville prit son aspect actuel. Donegal élit deux députés au Parlement d'Irlande depuis la signature de l'Acte d'Union, en 1800. Des témoignages de la Grande Famine irlandaise subsistent, comme le workhouse, qui forme actuellement une partie de l'hôpital.

## Industrie et tourisme

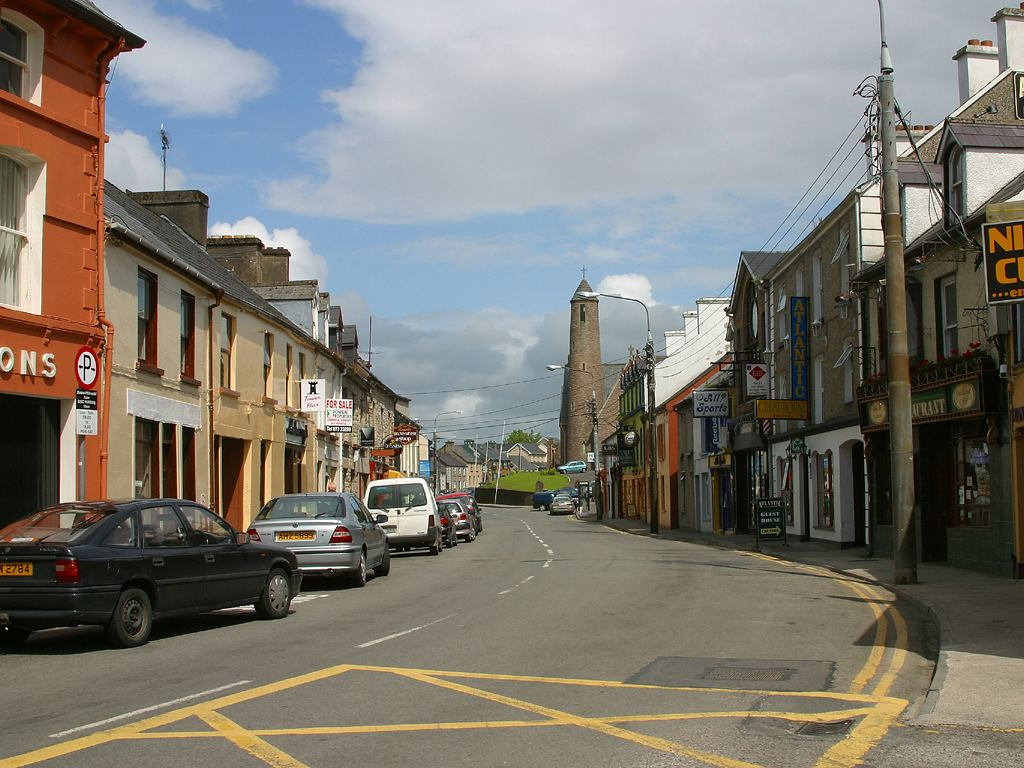
Main Street. Au fond, l'église catholique

Donegal possède plusieurs plages de sable idéales pour la pratique de surf. La ville sert également de point de départ pour des randonnées sur les Bluestack Mountains. Bien que la ville possède de nombreux hôtels, elle souffre d'un manque important d'équipements sociaux. Nombre d'habitants doivent se rendre dans les villes voisines de Letterkenny pour des équipements comme les piscines, les salles de cinéma et les centres commerciaux.
Le plus grand employeur de la ville est l'usine Magee of Donegal. Celle-ci fabrique des vêtements en tweed et, dans une moindre mesure, en lin et en laine. Néanmoins, le nombre d'ouvriers du secteur textile diminue d'année en année, comme dans toute l'Irlande.

## Transport
La gare de Donegal a été inaugurée le 16 septembre 1899, et a été fermée le 1er janvier 1960. La commune est desservie par le réseau Bus Éireann.

## Jumelage
- Séné, département du Morbihan (France)

## Sport

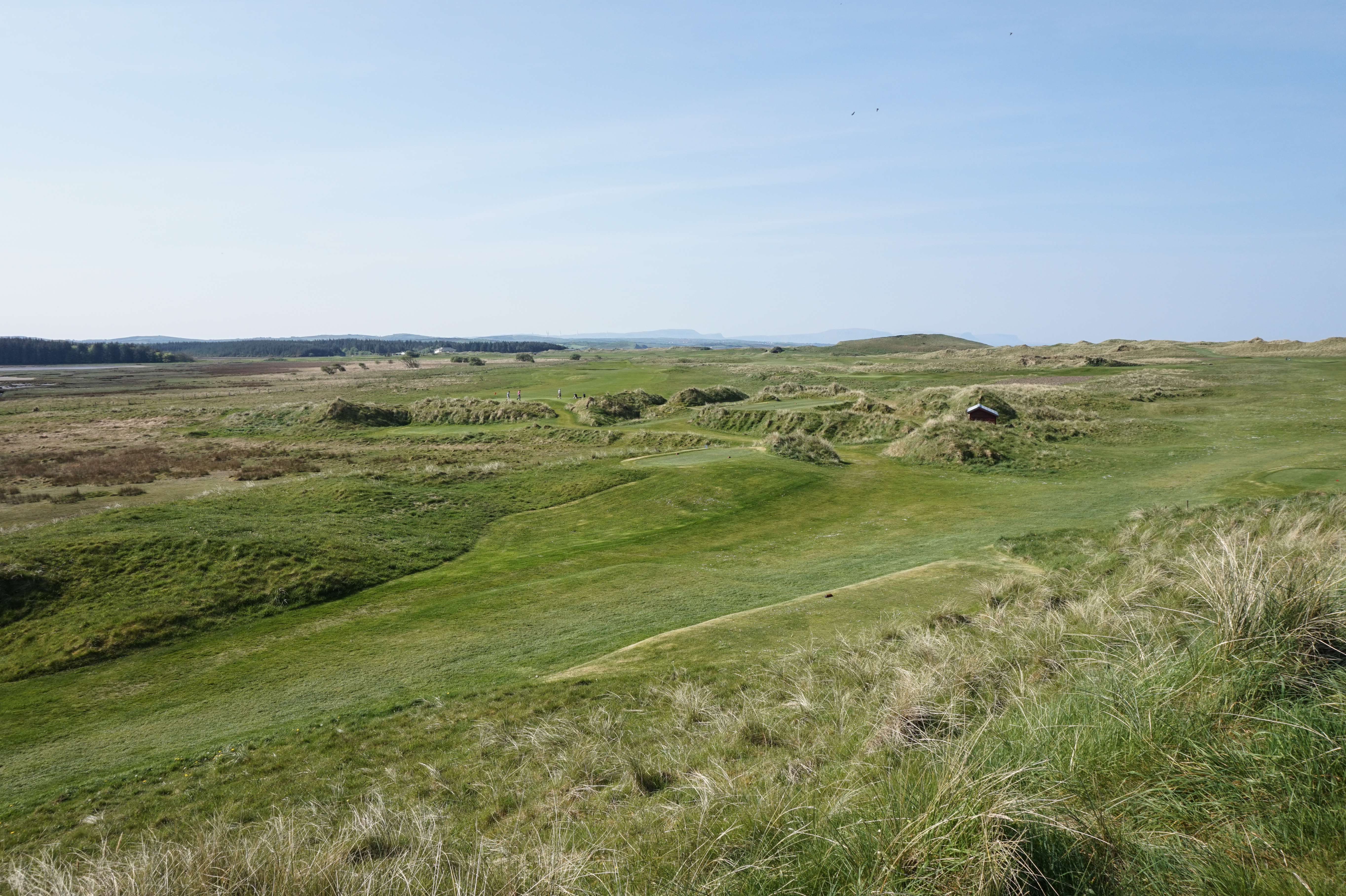
Donegal Golf Club

Donegal abrite de nombreux clubs de sport amateur. Le sport le plus populaire de la région est le football gaélique et le club d'athlétisme local affilié à la Gaelic Athletic Association est The Four Masters. Le club a également développé le hurling. Les autres sports les plus pratiqués sont le football (Finn Harps), le rugby et le basketball.

## Média
La ville est le siège des quotidiens régionaux Donegal Democrat et Donegal Post et d'un bulletin d'information, le Donegal Times. Ocean FM, station de radio indépendante, a l'un de ses trois studios dans la ville, laquelle diffuse sur le sud du comté de Donegal.